# Gordan Vidović
Gordan Vidović (Sarajevo, 23 giugno 1968) è un ex calciatore bosniaco naturalizzato belga, di ruolo difensore.